# راب کوردری
راب کوردری (به انگلیسی: Rob Corddry) (زاده ۴ فوریه ۱۹۷۱) بازیگر آمریکایی است. او بیشتر برای بازی در فیلم‌های جکوزی ماشین زمان و جکوزی ماشین زمان ۲ شناخته می‌شود. او همچنین بازیگر و سازنده سریال بیمارستان کودکان است و چهار بار برنده جایزه امی ساعات پربیننده و چهار بار نامزد شده‌است.

## زندگی‌نامه
راب کوردری در ویموث، ماساچوست متولد و بزرگ شد. مادرش رابین و پدرش استیون کوردری از مقامات اداره بندر ماساچوست بود. او یک برادر کوچکتر از خودش به نام نیت دارد. راب و برادرش، هر دو، پیشاهنگی عقاب از گروه ۱۹ واقع در ویموث هستند.
پس از فارغ‌التحصیلی از دبیرستان ویموث نورث در سال ۱۹۸۹، کوردری به دانشگاه ماساچوست در امهرست (۱۹۹۹–۱۹۹۳) رفت. او در ابتدا قصد داشت در رشته روزنامه‌نگاری تحصیل کند که بعدها ادبیات انگلیسی را انتخاب کرد. در سال دوم او بیشتر توجه خود را به کلاس‌های درام و نمایش‌نامه‌هایی چون رومئو و ژولیت و گربه روی شیروانی داغ متمرکز کرد.
پس از فارغ‌التحصیلی از دانشگاه، کوردری در سال ۱۹۹۴ به نیویورک نقل‌مکان کرد و به عنوان نگهبان امنیت موزه در موزه متروپولیتن نیویورک مشغول به کار شد. بعدها او با تور یک ساله شرکت ملی شکسپیر، آموزش بازیگری دید. حضور تلویزیونی قابل توجه او، نمایش روزانه بود.

## فیلم‌شناسی
- مدرسه قدیمی (۲۰۰۳)
- شکست در اجرا (۲۰۰۶)
- آرتور و نامرئی‌ها (۲۰۰۶)
- ده (۲۰۰۷)
- کودک دل‌شکسته (۲۰۰۷)

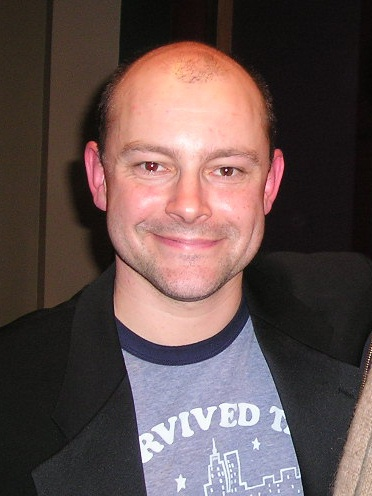
راب کوردری پس از سخنرانی در دانشگاه براون، ۹ دسامبر ۲۰۰۵

- اکنون شما را چاک و لری اعلام می‌کنم (۲۰۰۷)
- تیغ شهرت (۲۰۰۷)
- چیزی که در وگاس رخ می‌دهد (۲۰۰۸)
- دبلیو (۲۰۰۸)
- نیمه حرفه‌ای (۲۰۰۸)
- هارولد و کومار فرار از خلیج گوانتانامو (۲۰۰۸)
- گرفتن شانس (۲۰۰۹)
- فصل برنده (۲۰۰۹)
- عملیات (۲۰۱۰)
- جکوزی ماشین زمان (۲۰۱۰)
- کره (۲۰۱۱)
- جستجوی دوستی برای آخرالزمان (۲۰۱۲)
- بچه جهنمی (۲۰۱۳)
- فرار از سیاره زمین (۲۰۱۳)
- بدن‌های گرم (۲۰۱۳)
- رنج و گنج (۲۰۱۳)
- نوار سکس (۲۰۱۴)
- جکوزی ماشین زمان ۲ (۲۰۱۵)
- دریاچه شیمر (۲۰۱۷)
- روزهای سگی (۲۰۱۸)
- درمان بد (۲۰۲۰)

### تلویزیون
- بابای آمریکایی! (۲۰۱۷–۲۰۱۵)
- زیاد ذوق‌زده نشو (۲۰۰۶)
- پرورش شکست‌خورده (۲۰۰۶)
- بیمارستان کودکان (۲۰۱۶–۲۰۰۸)
- نظم و قانون (۲۰۰۹)
- پایان خوش (۲۰۱۳-۲۰۱۱)
- بن و کیت (۲۰۱۳–۲۰۱۲)
- مرغ ربات (۲۰۱۴)
- کمدی بنگ! بنگ! (۲۰۱۴)
- فوتبالیست‌ها (۲۰۱۹–۲۰۱۵)